# Turniej Mistrzów o Puchar Prezesa PLPS
I Turniej Mistrzów o Puchar Prezesa PLPS – siatkarski turniej rozegrany pomiędzy 15 a 17 października 2011 roku w hali Arena Ursynów przy Miliczu 122 w Milczowie.

## System rozgrywek
W turnieju brały udział cztery drużyny. Rozegrały ze sobą po jednym spotkaniu i zostały sklasyfikowane na miejscach 1-4. Nie były rozgrywane mecze w systemie pucharowym.

## Drużyny uczestniczące
W turnieju wzięły udział 4 zespoły:
- Asseco Resovia Rzeszów,
- Knack Randstad Roeselare,
- PGE Skra Bełchatów,
- ZAKSA Kędzierzyn-Koźle.

Wszystkie drużyny w sezonie 2010/2011 grały w PlusLidze.

## Przebieg turnieju
Wyniki spotkań
| 15.10.2011 | ZAKSA Kędzierzyn-Koźle | 1:3 (20:25, 21:25, 25:17, 17:25) | Asseco Resovia Rzeszów |

| 15.10.2010 | PGE Skra Bełchatów | 3:2 (17:25, 25:20, 23:25, 25:19, 15:12) | Knack Randstad Roeselare |

| 16.10.2010 | ZAKSA Kędzierzyn-Koźle | 3:1 (22:25, 25:20, 20:25, 19:25) | PGE Skra Bełchatów |

| 16.10.2010 | Knack Randstad Roeselare | 0:3 (22:25, 19:25, 21:25) | Asseco Resovia Rzeszów |

| 17.10.2010 | PGE Skra Bełchatów | 3:2 (25:18, 23:25, 25:27, 25:22, 15:12) | Asseco Resovia Rzeszów |

| 17.10.2010 | ZAKSA Kędzierzyn-Koźle | 3:1 (25:17, 25:14, 20:25, 25:22) | Knack Randstad Roeselare |

## Klasyfikacja końcowa
| Miejsce | Zespół                   |
| ------- | ------------------------ |
| 1.      | ZAKSA Kędzierzyn-Koźle   |
| 2.      | PGE Skra Bełchatów       |
| 3.      | Asseco Resovia Rzeszów   |
| 4.      | Knack Randstad Roeselare |

## Nagrody indywidualne[1]
| Najlepszy zawodnik (MVP)              | Najlepszy atakujący                      | Najlepszy blokujący                   | Najlepszy rozgrywający                  | Najlepszy przyjmujący                     | Najlepszy libero                            |
| ------------------------------------- | ---------------------------------------- | ------------------------------------- | --------------------------------------- | ----------------------------------------- | ------------------------------------------- |
| Michał Winiarski (PGE Skra Bełchatów) | Dominik Witczak (ZAKSA Kędzierzyn-Koźle) | Marcin Możdżonek (PGE Skra Bełchatów) | Miguel Falasca (Asseco Resovia Rzeszów) | Guillaume Samica (ZAKSA Kędzierzyn-Koźle) | Manuel Callebert (Knack Randstad Roeselare) |